# Conséquences du séisme de 2011 de la côte Pacifique du Tōhoku sur l'industrie du tourisme
Le séisme de 2011 de la côte Pacifique du Tōhoku a plusieurs conséquences sur le tourisme japonais. Le secteur occupe alors 7 % du produit intérieur brut du pays, et 9,7 millions de visiteurs étrangers s'y sont rendus l'année précédente.

## Réactions des pays étrangers
Jusqu'à 50 pays émettent des avis négatifs quant à la visite du pays par leurs ressortissants après le séisme, avant de lever peu à peu ceux-ci. La Russie est le dernier pays le 18 avril à lever ce type de préconisation.
Les voyagistes de Hong Kong suspendent leurs visites dès après le séisme et jusqu'à la mi-avril. Les voyagistes français reprennent eux au 30 avril leurs programmes dans l'archipel.

## Tohoku

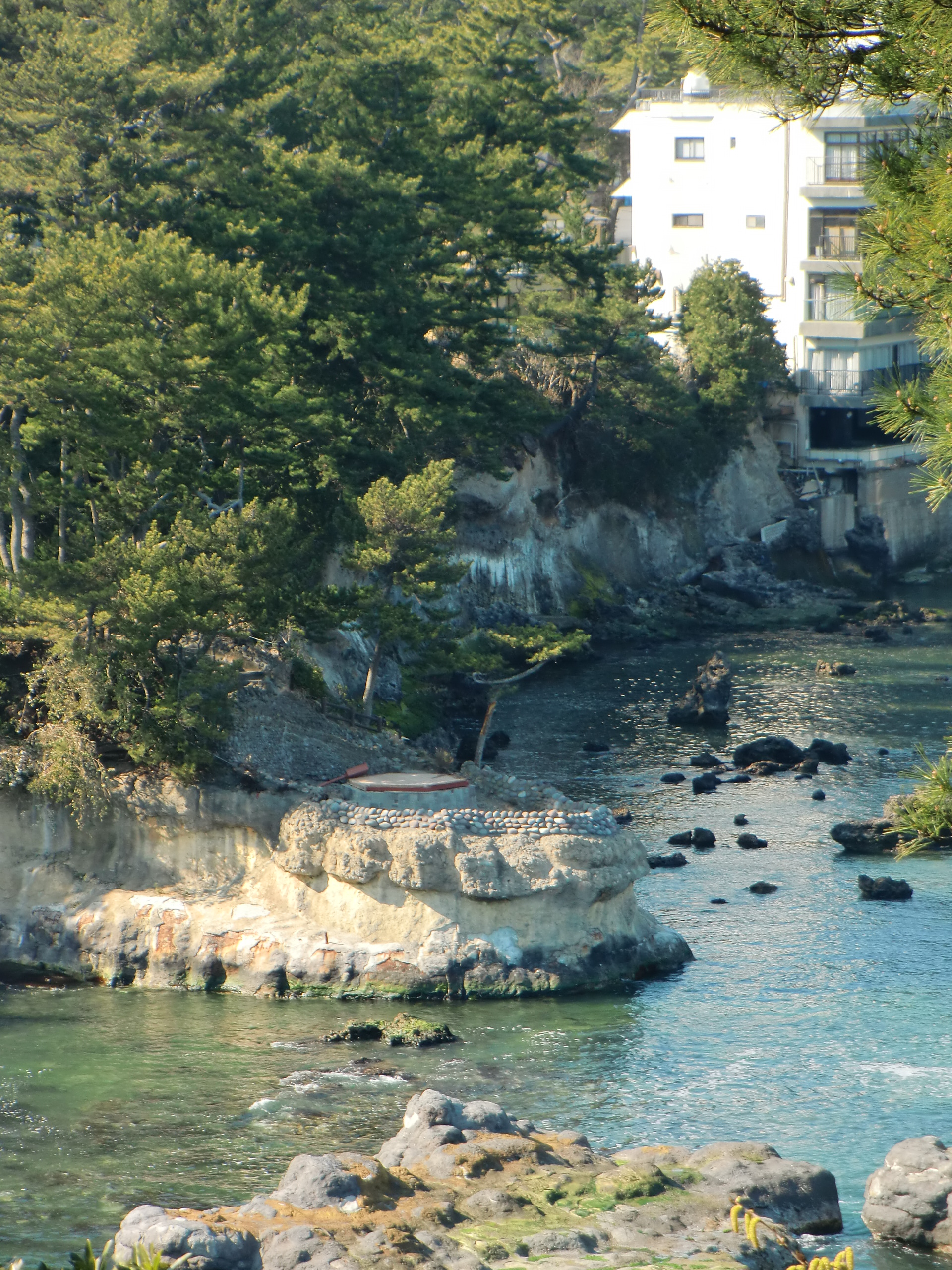
Le Rokkaku-dō est détruit par le séisme

Le service de Shinkansen Hayabusa qui avait été inauguré au mois de mars, et qui devait dynamiser le tourisme dans la partie nord du Tohoku doit être suspendu. Des bateaux de croisière qui servaient à accueillir les touristes le long des côtes sont détruits ou rendus inutilisables.
Dans la préfecture de Miyagi, Matsushima qui fait partie des trois vues les plus célèbres du Japon voit des annulations complètes de la part de visiteurs étrangers jusqu'à l'automne suivant bien que la plupart des structures touristiques n'aient pas été touchées par le tsunami. Plusieurs dommages sont cependant relevés sur le Zuigan-ji et sur l'aquarium de la ville. A Rikuzentakata, la zone de Takata-matsubara qui est désigné lieu de beauté pittoresque de niveau national en raison de sa forêt de pins est rasé.
Dans la préfecture de Fukushima, la ville d'Aizuwakamatsu connaît une baisse de fréquentation de 70 % lors de la première quinzaine d'avril, bien qu'étant située hors de la zone concernée par les incidents nucléaires

## Autres régions

### Flux de visiteurs
Dans le tourisme, en près d'un mois, 560 000 personnes ont annulé leur réservation d'hôtel, et le nombre de voyageurs étrangers aurait baissé de plus de 700 000 par rapport à 2010 sur cette période. Les premières projections estiment la baisse des visites pour la Golden Week à 27,6 %, baisse touchant majoritairement les visiteurs nationaux. In fine, la baisse du nombre de touristes étrangers atteint 50 % pour le mois de mars, et 62,5 % pour le mois d'avril. 
A Tokyo, le nombre de visiteurs étrangers arrivant à l'aéroport de Narita connait une baisse de 60 % par rapport à l'année précédente entre le 11 et le 22 mars. Certaines boutiques dans le quartier d'Asakusa subissent des baisses de 90 % de leur chiffre d'affaires.
Dans la région d'Hokkaido, la ville thermale de Noboribetsu qui accueille annuellement 200 000 visiteurs étrangers connaît une vague de plus de 20 000 annulations. La préfecture d'Okinawa connaît 10 000 annulations entre le séisme et le 8 avril, tout comme les hôtels de la ville de Beppu dans la préfecture d'Oita.

### Musées
Les musées de la région de Tōkyō ferment dès le jour du séisme et ne rouvrent qu'à partir de la semaine du 23 mars, et avec des horaires d'ouverture limités. Dans l'ensemble du pays, des expositions temporaires qui doivent se tenir dans des musées de la région de Tōkyō ou dans d'autres régions du pays sont annulées les mois suivants, en raison de refus de prêts d'œuvres de la part de pays étrangers. Plusieurs festivals devant se dérouler dans la capitale au mois de mars sont annulés ou reportés aux mois suivants, et la ville annule les célébrations de Hanami dans la moitié des 79 parcs municipaux en guise d'auto-restriction (自粛, jishuku).

### Parcs d'attraction
Les parcs du Tokyo Disney Resort subissent des dégâts et ne rouvrent partiellement que le 15 avril. Dans l'ile de Kyushu, les parcs de Huis Ten Bosch et de Seagaia Ocean Dome connaissent une baisse importante de leurs visites.

## Sources
1. 1 2  (en) Elaine Lies, « Plunge in Japan tourists "tough situation" », Reuters, 20 avril 2011, consulté sur www.reuters.com le 20 avril 2011
2. ↑  (en) « Russia lifts its warning against travel to Japan », Yomiuri Shimbun, 20 avril 2011, consulté sur www.yomiuri.co.jp le 20 avril 2011
3. ↑  (fr) « Les voyagistes français rouvrent la destination Japon », Ouest-France, 20 avril 2011, consulté sur www.ouest-france.fr le 20 avril 2011
4. ↑  (fr) Karyn Poupée, « Live Japon : tout déraille, sauf les Shinkansen », Clubic, 17 avril 2011, consulté sur www.clubic.com le 17 avril 2011
5. ↑  (en) « Sightseeing boat still perched atop Iwate hostel roof », Japan Today, 18 avril 2011, consulté sur www.japantoday.com le 19 avril 2011
6. 1 2 3 4  (en) « Tourist numbers in freefall / Foreign visitors shun popular spots across Japan in wake of disaster », Yomiuri Shimbun, 18 avril 2011, consulté sur www.yomiuri.co.jp le 19 avril 2011
7. ↑  (ja) « 国宝の松島・瑞巌寺、壁４、５カ所にひび割れ　文化庁 », Asahi Shimbun, 14 mars 2011, consulté sur www.asahi.com le 23 avril 2011
8. ↑  (en) « Miyagi aquarium, zoo reopen after disaster », The Japan Times, 24 avril 2011, consulté sur japantimes.co.jp le 24 avril 2011
9. ↑  (en) Toru Asami, « Battle to protect sole surviving pine tree », Ymiru Shimbun, 18 mars 2011, consulté sur www.yomiuri.co.jp le 19 avril 2011
10. ↑  (fr) « Annulations en masse des réservations d'hôtel au Japon », Aujourd'hui le Japon, le 13 avril 2011
11. ↑  (en) « 62.5% drop in foreigners slammed April tourism », The Japan Times, 20 mai 2011, consulté sur japantimes.co.jp le 21 juin 2011
12. ↑  (en) « Foreign arrivals plunge at Narita », The Japan Times, 25 mars 2011, consulté su r japantimes.co.jp le 25 mars 2011
13. 1 2  (en) Yuhei Wada, « Tokyo's art scene struggles to resume », The Japan Times, 24 mars 2011, consulté sur japantimes.co.jp le 23 mars 2011.
14. ↑  (en) « Exhibitions canceled, quake rattles art circles »', Yomiuri Shimbun, 18 avril 2011, consulté sur www.yomiuri.co.jp le 19 avril 2011
15. ↑  (en) Melinda Joe, « Tohoku brewers: 'Drink without restraint!' », The Japan Times, 8 avril 2011, consulté sur japantimes.co.jp le 8 avril 2011
16. ↑  (en) Mariko Sanchanta, « Shuttered Disney Park Reopens », The Wall Street Journal, 16 avril 2011, consulté sur online.wsj.com le 17 avril 2011
17. ↑  (en) « TV, entertainment industry facing major crunch », Japan Today, consulté sur www.japantoday.com le 19 avril 2011